# Maximilian Kolditz
Maximilian Kolditz (* 21. April 1991 in Salzgitter) ist ein deutscher Handballspieler. Seine Körperlänge beträgt 1,85 m. Kolditz wird meist auf Linksaußen eingesetzt.

## Karriere
Maximilian Kolditz begann bei MTV Groß Lafferde mit dem Handballspiel. Im Alter von 12 Jahren wechselte er zum SC Magdeburg, wo er die Sportschule und das Handballinternat besuchte. Mit der Schulmannschaft wurde er 2008 Weltmeister, hier erlangte er die Torjägerkrone. Außerdem war er mit dem SC Magdeburg 2007 und 2008 auch im Final-Four der deutschen B-Jugendmeisterschaft. Zur Saison 2008/09 schloss er sich dem Zweitligisten Eintracht Hildesheim an. In der Saison 2010/11 konnte er erfolgreich dazu beitragen, den Aufstieg in die 1. Handball-Bundesliga zu erreichen.
In der Erstligasaison 2011/12 besaß er zunächst ein Zweitspielrecht für den Drittligisten HF Springe. Seit der Auflösung seines Vertrages mit der Eintracht Hildesheim spielte er nur noch für Springe. In der Saison 2014/15 schaffte Kolditz mit den Handballfreunden Springe den Aufstieg in die 2. Handball-Bundesliga. Mit 126 Toren war er erfolgreichster Torschütze seiner Mannschaft.
Nach der Saison 2016/17 verließ er die HF Springe und schloss sich den Sportfreunden Söhre an, mit denen er 2022 in die 3. Liga aufstieg.